# Lewisia brachycalyx
Lewisia brachycalyx är en källörtsväxtart som beskrevs av Georg George Engelmann och Asa Gray. Lewisia brachycalyx ingår i släktet Lewisia och familjen källörtsväxter. Inga underarter finns listade i Catalogue of Life.